# Sjette af verden
Sjette af verden (russisk: Шестая часть мира) er en sovjetisk film fra 1926 af Dsiga Vertov.